# ویکتور کدت
ویکتور کدت (فرانسوی: Victor Cadet‎؛ ۱۷ ژوئن ۱۸۷۸ – ۲۲ سپتامبر ۱۹۱۱) یک شناگر و بازیکن واترپلو اهل فرانسه بود.
از افتخارات وی می‌توان به کسب مدال نقره شنای ۲۰۰ متر تیمی در بازی‌های المپیک تابستانی ۱۹۰۰ اشاره کرد.